# Willem van Mecklenburg

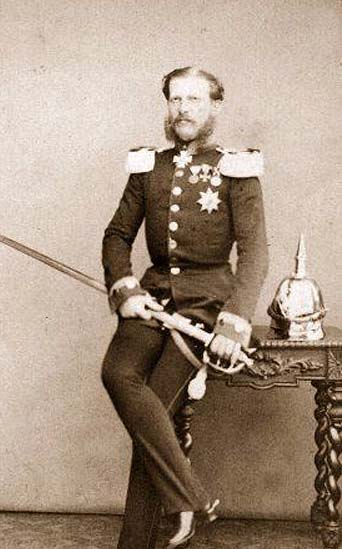
Willem van Mecklenburg

Frederik Willem Nicolaas (Ludwigslust, 5 maart 1827 - Heidelberg, 28 juli 1879), hertog van Mecklenburg, was de tweede zoon van groothertog Paul Frederik van Mecklenburg-Schwerin en Alexandrine van Pruisen, dochter van Frederik Willem III.
Hij nam dienst in het leger van Pruisen en werd daar bevelhebber van het zesde regiment kurassiers. Op 9 december 1865 trad hij in het huwelijk met Alexandrine van Pruisen, dochter van Albert van Pruisen en Marianne van Oranje-Nassau. Uit dit huwelijk werd één dochter geboren: Charlotte (1868-1944), echtgenote van prins Hendrik XVIII van Reuss-Köstritz.
Hij voerde in de Pruisisch-Oostenrijkse Oorlog van 1866 als majoor-generaal het bevel over een brigade van het cavaleriekorps. In de Frans-Duitse Oorlog commandeerde hij als luitenant-generaal een cavaleriedivisie, maar hij raakte op 9 september 1870 bij Laon gewond. Hierdoor was hij lange tijd van het front afwezig en toonde hij bij de Slag bij Le Mans een groot gebrek aan energie. Hij werd in 1873 bevelhebber van de 22e divisie in Kassel, maar vervulde in 1874 nog slechts een erefunctie. Hij stierf op 28 juli 1879.